# Arizzano
Arizzano ist eine italienische Gemeinde in der Provinz Verbano-Cusio-Ossola (VB) in der Region Piemont. In Piemontesisch heißt der Ort Riscian.

## Lage und Einwohner
Die Gemeinde umfasst die Fraktionen Cissano und Cresseglio und hat eine Fläche von 1,63 km² bei 1970 Einwohnern (Stand 31. Dezember 2023).
Die Nachbargemeinden sind Bee, Ghiffa, Verbania und Vignone.

## Geschichte

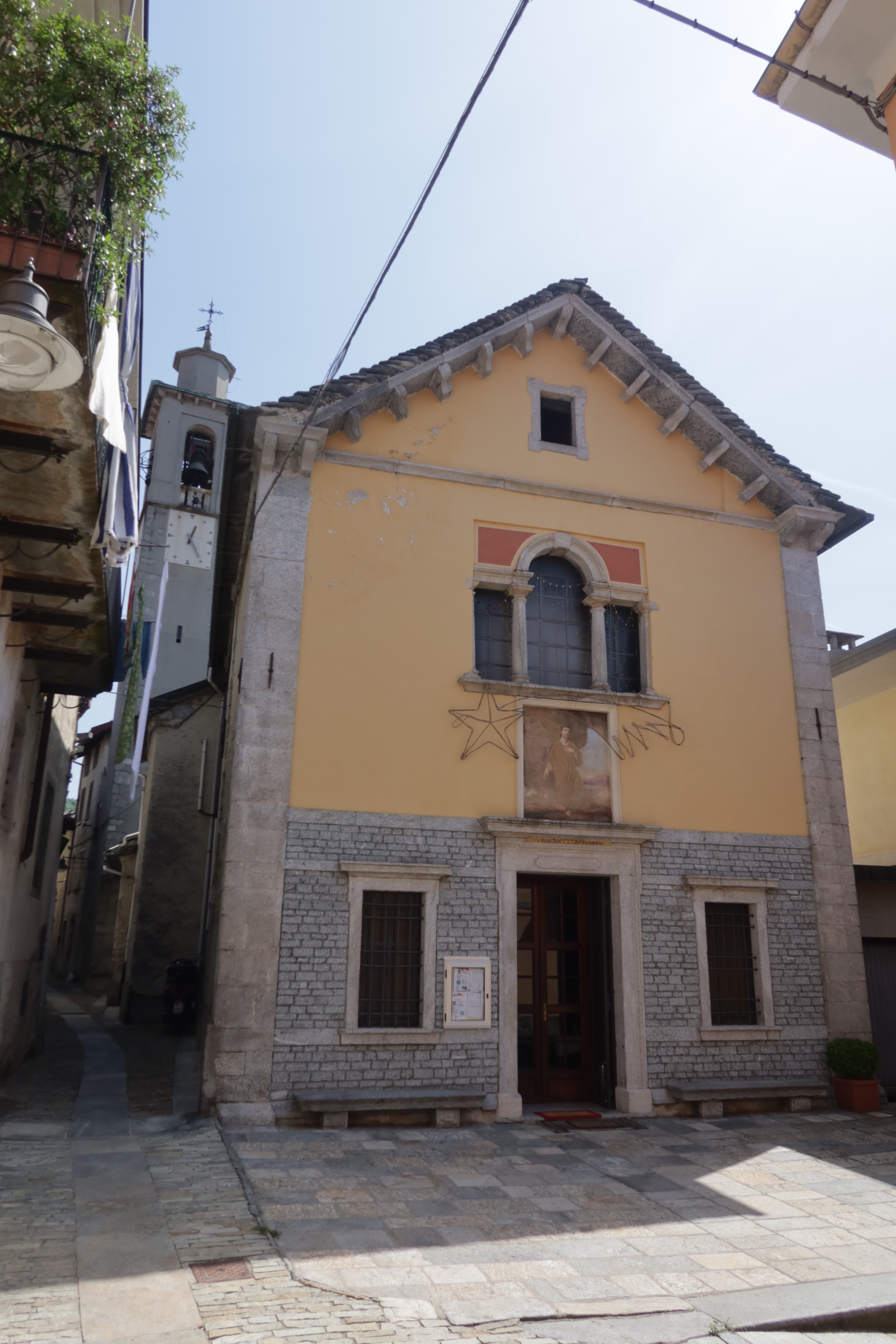
Pfarrkirche San Bernardo di Chiaravalle

Der Name des Ortes wurde erstmals im zwölften Jahrhundert in der Urkunde einer Grundstücksschenkung zu Gunsten der Kirche San Vittore in Intra erwähnt. Das erste Dokument, in dem die Gemeinde mit dem Namen Ariciano erwähnt wird, stammt aus dem 12. Jahrhundert; es handelt sich um einen Akt der Schenkung von Land an die Basilika San Vittore in Intra, der die politisch-religiöse Verbindung demonstriert, die Arizzano, wie alle Binnenzentren, mit der katholischen Kirche und mit Intra verband. Mit der Gebietseinteilung Visconti von 1393 wurde das Dorf der Degagna von San Martino zugeordnet, die wiederum dem Bürgermeister von Intra vorgelegt wurde.

## Sehenswürdigkeiten
- Pfarrkirche San Bernardo di Chiaravalle im Spätbarock-Stil, das auf das frühe 18. Jahrhundert zurückgeht, und ist ein Remake und eine Erweiterung einer älteren Oratorium. Ein Zeugnis dieses Umbaus ist erhalten, innerhalb der Kirche, ein Weihwasserbecken in Marmor von Ornavasso datiert 1595.
- Monumentales Mosaik mit dem Titel Arizzano: Es misst 13 m; und befindet sich auf dem Platz des ehemaligen Rathauses. Das Mosaik wurde von Walter Ferrarini realisiert, für die Ausführung wurden Steine, alte Ziegel, Keramik, Marmor, Granit, venezianischer Emaille und Gold verwendet. Es ist in Gemälde unterteilt, die die Geschichte von Arizzano durch reale und symbolische Bilder darstellt.
- Oratorium San Rocco im Ortsteil Cissano.
- Oratorium Sant’Anna im Ortsteil Cresseglio.